# Fran García
Francisco "Fran" José García Torres (Bolaños de Calatrava, 14 de agosto de 1999) é um futebolista espanhol que atua como lateral-esquerdo e ala-esquerdo. Atualmente, joga pelo Real Madrid.

## Carreira

### Real Madrid
Nascido em Bolaños de Calatrava, província de Ciudad Real, na comunidade autónoma de Castilla-La Mancha, García ingressou na La Fábrica (academia do Real Madrid) em 2013, proveniente do Bolaños CF, clube da sua cidade natal. A 1 de fevereiro de 2018, ainda nas camadas jovens, Fran renovou contrato com o Real Madrid até 2022.
Promovido à equipa B do Real (Real Madrid Castilla) no início da temporada 2018–19, García fez a sua estreia sénior a 9 de setembro de 2018, entrando como suplente a 25 minutos do fim de um empate por 0–0 em casa do Unión Adarve, na Segunda División B.
A 6 de dezembro, García fez a sua estreia pela equipa principal do Real Madrid, substituindo Dani Carvajal na 2ª parte de uma vitória caseira por 6–1 sobre o UD Melilla, na Copa del Rey de 2018–19.
A 15 de dezembro de 2019, García marcou o seu primeiro golo sénior pelo Real Madrid Castilla, numa vitória caseira por 3–0 sobre o Getafe B.

### Rayo Vallecano
A 1 de setembro de 2020, García foi emprestado ao Rayo Vallecano, da Segunda División, até ao fim da temporada 2020–21. A 14 de setembro, fez a sua estreia pelo Rayo, como titular, numa vitória por 1–0 no terreno do Mallorca. Fran tornou-se imediatamente titular habitual na equipa treinada por Andoni Iraola, mas, em novembro, sofreu uma lesão no joelho; embora inicialmente se estimasse que o lateral iria falhar o resto da época, García regressou aos relvados em 20 dias.
A 13 de julho de 2021, após ter conquistado a subida à La Ligana época anterior, o Rayo Vallecano contratou permanentemente García, oferecendo um contrato de 4 anos ao lateral. A 15 de agosto, Fran fez a sua estreia na La Liga, jogando a titular numa derrota por 3–0 em casa do Sevilla. Na temporada 2022–23, o seu desempenho notável atraíu o interesse de vários clubes, incluindo o Real Madrid, seu clube de infância.

### Regresso ao Real Madrid
A 9 de junho de 2023, o Real Madrid ativou uma cláusula de recompra de García, no valor de 5 milhões de euros. O lateral assinou um contrato com os Merengues até junho de 2027.

## Carreira Internacional
A 12 de junho de 2023, García foi pela primeira vez convocado pela Seleção Espanhola, para as semifinais da Liga das Nações 2023, substituindo o lesionado Juan Bernat na convocatória.

## Vida pessoal
Fran García é primo do volante Koke que atua no Atlético Madrid.

## Estatísticas
- Atualizado até 4 de junho de 2023[16]

| Clube                 | Temporada         | Campeonato        | Campeonato | Campeonato | Copa del Rey | Copa del Rey | Competções Continentais | Competções Continentais | Outros | Outros | Outros | Total | Total |
| Clube                 | Temporada         | Liga              | Jogos      | Golos      | Jogos        | Golos        | Jogos                   | Golos                   | Jogos  | Golos  | Golos  | Jogos | Golos |
| --------------------- | ----------------- | ----------------- | ---------- | ---------- | ------------ | ------------ | ----------------------- | ----------------------- | ------ | ------ | ------ | ----- | ----- |
| Real Madrid Castilla  | 2018–19           | Segunda Divisão B | 30         | 0          | —            | —            | —                       | —                       | 2      | 0      | 0      | 32    | 0     |
| Real Madrid Castilla  | 2019–20           | Segunda Divisão B | 27         | 1          | —            | —            | —                       | —                       | —      | —      | —      | 27    | 1     |
| Real Madrid Castilla  | Total             | Total             | 57         | 1          | 0            | 0            | 0                       | 0                       | 2      | 0      | 0      | 59    | 1     |
| Real Madrid           | 2018–19           | La Liga           | 0          | 0          | 1            | 0            | 0                       | 0                       | —      | —      | —      | 1     | 0     |
| Rayo Vallecano (emp.) | 2020–21           | Segunda Divisão   | 37         | 1          | 2            | 1            | —                       | —                       | 4      | 0      | 0      | 43    | 2     |
| Rayo Vallecano        | 2021–22           | La Liga           | 34         | 1          | 5            | 0            | —                       | —                       | —      | —      | —      | 39    | 1     |
| Rayo Vallecano        | 2022–23           | La Liga           | 38         | 2          | 2            | 0            | —                       | —                       | —      | —      | —      | 40    | 2     |
| Rayo Vallecano        | Total             | Total             | 109        | 4          | 9            | 1            | —                       | —                       | 4      | 4      | 0      | 122   | 5     |
| Real Madrid           | 2023–24           | La Liga           | 0          | 0          | 0            | 0            | 0                       | 0                       | 0      | 0      | 0      | 0     | 0     |
| Total de Carreira     | Total de Carreira | Total de Carreira | 166        | 5          | 10           | 1            | 0                       | 0                       | 6      | 0      | 0      | 182   | 6     |

1. 1 2  Jogos nos play-offs de promoção à La Liga

## Títulos
Real Madrid
- Supercopa da Espanha: 2023–24
- La Liga: 2023–24
- Liga dos Campeões da UEFA: 2023–24
- Supercopa da UEFA: 2024
- Copa Intercontinental da FIFA: 2024

Espanha
- Liga das Nações: 2022–23[17][18]